# Seraa Ala El Remal
Seraa Ala El Remal (Guerras na Arena, também Conflito na Arena) é uma telenovela dramática da televisão árabe síria, estreada na Dubai TV durante o Ramadão de 2008. Foi escrita pelo escritor palestiniano Hani Saadi, dirigido por Hatem Ali, e produzido por Dubai Média.

## História
Seraa Ala El Remal narra a vida dos beduinos árabes no deserto a princípios do século XVIII, entrelaçando os destinos de diferentes pessoas reunidas pelo amor e dispersadas pela guerra, com histórias de amor, de equitação, lealdade, traição e vingança. Conta a história de duas tribos árabes que fluem entre o sangue e as lágrimas por causa de Alrgit, que não quer o chefe; por esta razão começa a planear a demolição da tribo e a dissolução da região.
Seu nome ia ser «Dias de Vingança» durante o trabalho, contudo, mais tarde se cristalizou a ideia de converter seu nome em "Guerras na Arena". Foi a série de televisão árabe mais cara de todos os tempos, seu custo estimado para produzir Seraa Ala El Remal foi de $ 6 milhões. Foi filmado desde outubro de 2007 até fevereiro de 2008 no Dubai, em Marrocos e na Síria, com lugares que incluem a Palmyra em Síria e Ouarzazate em Marrocos.

## Protagonistas
De Síria
- Muna Wassef
- Taim Hasan
- Abdul Munim al-Ameri
- Abdel Rahman Abu Kassim
- Bassel Khayyat
- Rana white
- Safa Sultan
- Joseph Nashef
- Countries Sammour
- Khalid Center
- Rana Gajmoula
- Luma Ibrahim
- Jaber Joukdar
- Adham Guide
- Muhannad Qatish
- Mohammad Al bribes
- Hassan flotation
- Seif Eddin Subaie
- Zinni sanctity

De Jordânia
- Saba Mubarak
- Nadia Odeh
- Nidal Najem
- Anahid Fayyad

De Marrocos
- Mohamed Meftah

## Pessoal técnico
- Director de Fotografia e Iluminação: Ing. Ahmed Ibrahim Ahmed
- Fotografia: Nizar e Awia
- Engenheiro de som: Mohamed Ali
- Edição: Essam Sidawi
- Director de produção: O Hadi Kronit
- Composição musical: Tariq Al-Nasir
- Maquilhagem: Mir Mohsen Mousavi - Irão
- Decoração: Nasser Al-Jalili
- Produção: Dubai Média Inc. - Sheikh Mohammed bin Rashid Al Maktoum
- Porto do produto: Companhia de produção de imagens

## Publicações
- Television in Syria, Including: Bab Al-Hara, Seraa Ala El Remal, Saqf Al-Alam, Maraya, Ash-Shatat, Ghassan Massoud, Bassem Yakhour, Duraid. 60 p. Hephaestus Books, ISBN 1158722354 ISBN 9781158722358